# Tabaré Viera

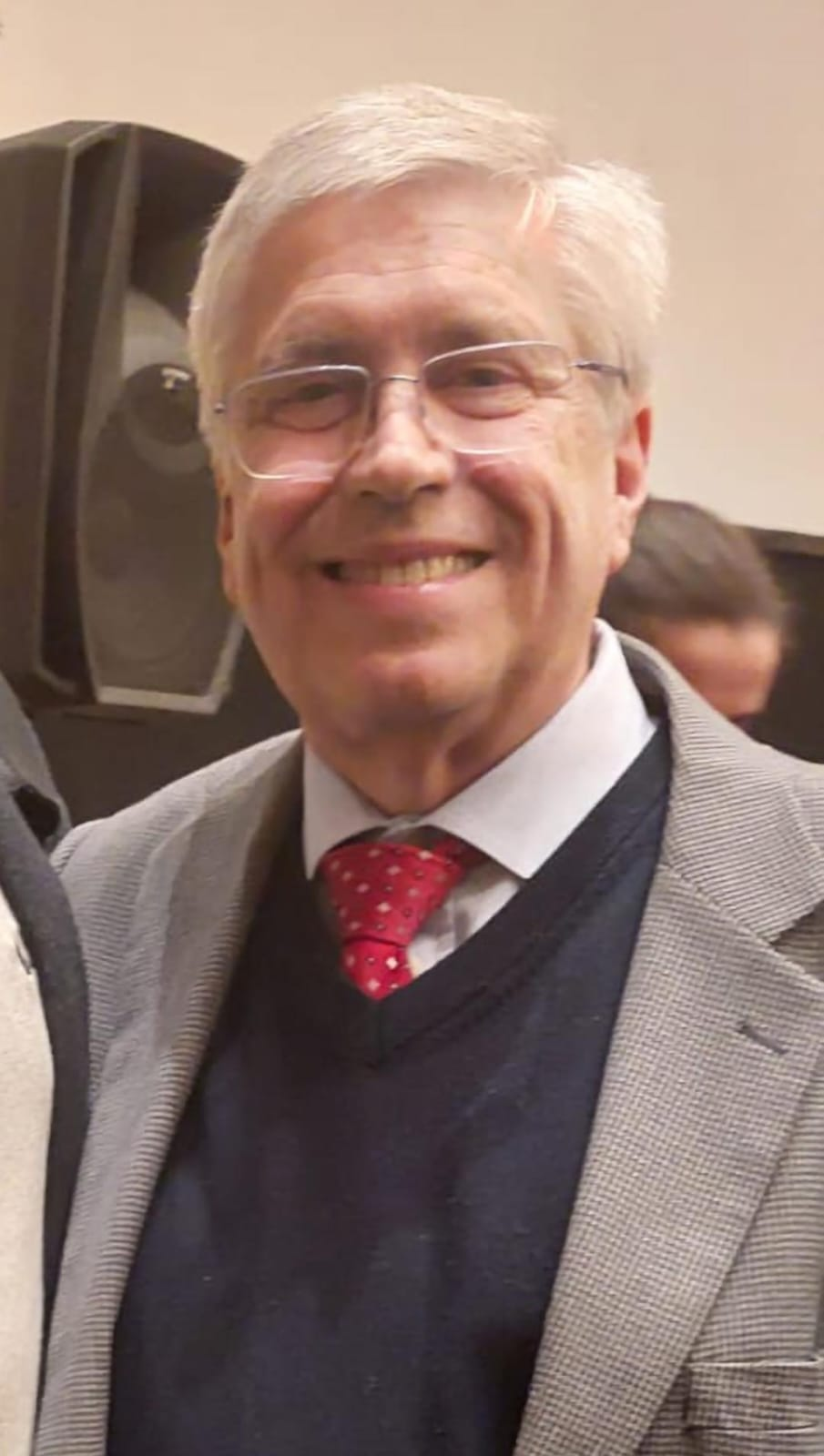
Tabaré Viera

Tabaré Viera Duarte (* 7. April 1955) ist ein uruguayischer Politiker.
Viera, der der Partido Colorado angehört, war vom 15. Februar 1985 bis zum 14. Februar 1990 Abgeordneter für das Departamento Rivera. Hier war er Mitglied der Comisión Permanente de Hacienda, sowie von 1987 bis 1988 Präsident der Comisión Permanente de Ganadería. Von 1990 bis 1994 gehörte er dem Direktorium von Obras Sanitarias del Estado an, war von 1995 bis Juli 1998 Vizepräsident und anschließend von August 1998 bis Februar 2002 Präsident von ANTEL.
2000 wurde er zum Intendente von Rivera gewählt. Fünf Jahre später konnte er dieses Amt im Rahmen der Wiederwahl verteidigen. 2004 war er zudem Kandidat der Partido Colorado, als Vertreter des Foro Batllista, für das Amt des Vizepräsidenten. Ab 2005 wurde sein Name auch für die Wahlen 2009 als Kandidat seiner Partei gehandelt. 2008 entschloss er sich jedoch die Kandidatur Luis Hierro López’ zu unterstützen.
Seit 15. Februar 2010 sitzt er, aufgrund seines erfolgreichen Abschneidens bei der Wahl 2009, als Senator in der Cámara de Senadores.